# NGC 3535
NGC 3535 est une vaste galaxie spirale située dans la constellation du Lion. NGC 3535 a été découverte par l'astronome germano-britannique William Herschel en 1784.

## Caractéristiques

### Distance
Sa vitesse par rapport au fond diffus cosmologique est de 7 289 ± 26 km/s, ce qui correspond à une distance de Hubble de 107,5 ± 7,5 Mpc (∼351 millions d'al).

### Radiogalaxie
Selon la base de données Simbad, NGC 3535 est une radiogalaxie.